# Mycetaspis apicata
Mycetaspis apicata är en insektsart som först beskrevs av Robert Newstead 1920.  Mycetaspis apicata ingår i släktet Mycetaspis och familjen pansarsköldlöss. Inga underarter finns listade i Catalogue of Life.